# Elise Wood
Elise Wood is een Amerikaanse jazzfluitiste.

## Biografie
Wood studeerde klassieke fluit in Philadelphia (Pennsylvania). In de jaren 1970 verhuisde ze van daar naar New York, waar ze speelde in jazzbands, waaronder met de bassist Vishna Wood. Ze huwden, maar leidden een apart leven aan het begin van de jaren 1980.
Vanaf 1983 was Wood vaak lid van bands onder leiding van pianist John Hicks. Als duo speelden ze voornamelijk jazz, maar ook wat klassieke muziek. Ze vormden een zakelijk partnerschap (John Hicks-Elise Wood, Inc.) en reisden in de jaren 1980 door de Verenigde Staten, Europa en Japan. Het echtpaar trouwde in 2001. Haar eerste album als co-leader was Luminous, waarop ze western-concertfluit en altfluit speelde. Een ander album samen met Hicks was Beautiful Friendship, opgenomen in 2000.

## Discografie

### Als leader/co-leader
- 1985-1988: Luminous (Nilva)
- 2000: Beautiful Friendship (HiWood)

### Als sidewoman
Met John Hicks
- 1984: In Concert (Theresa Records)
- 1992: Single Petal of a Rose (Mapleshade Records)
- 1994: In the Mix (Landmark Records)
- 1996: Piece for My Peace (Landmark Records)
- 1997: Trio + Strings (Mapleshade Records)
- 2006: Sweet Love of Mine (HighNote Records)